# Pósito de Tejeda de Tiétar
El pósito de Tejeda de Tiétar o casa consistorial de Tejeda de Tiétar es un edificio histórico del siglo XVIII ubicado en la villa española de Tejeda de Tiétar, en la provincia de Cáceres. Construido originalmente como un pósito "con casas de ayuntamiento", es actualmente la casa consistorial del municipio.

## Localización
Se ubica en la plaza mayor de la villa, lindando al este su fachada principal con dicha plaza, en la salida hacia la calle de Abajo, y al norte con la salida de la calle Plasencia; ambas calles llevan a la avenida principal de la villa, la travesía de la carretera autonómica EX-203. Al oeste, el edificio linda con un callejón, por lo que solamente tiene pared medianera con otros edificios por el sur. La parcela catastral del edificio abarca una superficie gráfica de 304 m².

## Historia
Se ha fechado el inmueble en la segunda mitad del siglo XVIII, habiéndose hallado dos inscripciones en su estructura relativas a los años 1766 y 1786. La inscripción más destacable es la que se halla en el dintel de la puerta de acceso, que dice lo siguiente:

S POSITO Y CASAS DE AYUNTAMIENTO/AÑOS DE 1786

Se atribuye el significado de la "S" inicial al verbo "es", hallándose probablemente la letra "E" encalada a la izquierda de la "S". De esta forma, la inscripción indica a los visitantes que en 1786 se construyó este edificio como un pósito, albergando además otras instalaciones municipales no especificadas, que probablemente podrían ya haber incluido la casa consistorial, denominada coloquialmente "casa de ayuntamiento" en algunos municipios. Por su parte, la inscripción de los peldaños de acceso dice únicamente "AÑO DE 1766", lo que implica que una de las dos fechas podría ser una errata, o que el edificio se construyó en 1766 y se reformó en 1786.
El Interrogatorio de la Real Audiencia de Extremadura de 1791 menciona lo siguiente sobre el estado del pósito en aquel momento:

«...En este pueblo hay un posito y sus fondos ascienden en el presente año a doscientas cuarenta y ocho fanegas, once celemines y un cuartillo de trigo las cuales se hallan repartidas a labradores para sembrar y cinco mil ciento noventa y ocho reales en dinero con los cuales se compra trigo para amasar y surtir de pan el pueblo...»

El mismo documento de 1791 señala que el trigo era el principal producto agrícola de la localidad, cuya cosecha solía ascender a ochocientas fanegas. El diccionario de Miñano de 1826 menciona que Tejeda seguía teniendo un pósito.

## Estado actual
El edificio actual ha sido notablemente reformado respecto a su aspecto inicial, como consecuencia de las necesidades que han llevado a priorizar su uso como casa consistorial. El catastro fecha su principal reconstrucción en torno a 1930, pero realmente se han producido modificaciones continuas, especialmente en lo relativo al acondicionamiento del interior.
La casa consistorial de Tejeda, en su aspecto actual, tiene dos plantas, coronando además una torre del reloj la esquina de la plaza. Los muros son de mampostería, con revoco excepto en el zócalo, donde pueden observarse las piedras. La estructura se ha reforzado en las últimas reformas con forjados de concreto. La cubierta es de estructura metálica, con tejado cerámico.
En este contexto, las únicas partes con valor histórico del edificio son el dintel de la puerta de acceso, formado por una piedra de granito y donde se ubica la citada inscripción de 1786; los peldaños de acceso a la puerta, en los que se ubica la inscripción de 1766; y cuatro grandes ménsulas en las que se apoya el balcón.
Por todo lo expuesto, el Plan General Municipal de Tejeda de Tiétar de 2019 protege al inmueble como monumento de relevancia local, pero solamente da protección integral al dintel con sus inscripciones. El resto del inmueble tiene protección parcial y dicho planeamiento propone reformar en un futuro la fachada para evitar elementos discordantes con su valor histórico.